# Prittitz
Prittitz là một đô thị thuộc huyện Burgenland, bang Sachsen-Anhalt, Đức. Đô thị Prittitz có diện tích 11,33 km², dân số thời điểm ngày 31 tháng 12 năm 2006 là 1028 người.